# Col de Forclaz (Bourg-Saint-Maurice)
Pour les articles homonymes, voir Col de la Forclaz.
Le col de Forclaz est un col de France situé dans les Alpes, dans le massif du Beaufortain, en Savoie.

## Géographie
Le col se trouve à environ 2 360 mètres d'altitude, sur l'ubac du roc de l'Enfer, sous la pointe de la Combe Neuve. Il est franchi par un sentier de randonnée reliant d'une part les forts du Truc et de la Platte sur les hauteurs de Bourg-Saint-Maurice via le ruisseau des Vieilles au sud-est à d'autre part les lacs de Forclaz via le ruisseau de Forclaz avec au-delà le Passeur de Pralognan et la combe de la Neuva.